# Waldeck (Upahl)
Waldeck ist ein Ortsteil der Gemeinde Upahl im Landkreis Nordwestmecklenburg in Mecklenburg-Vorpommern.

## Geografie und Verkehrsanbindung
Waldeck liegt nordwestlich von Plüschow an der südlich verlaufenden B 105. Südwestlich liegt das etwa 66 ha große Naturschutzgebiet Kalkflachmoor und Mergelgruben bei Degtow.

## Sehenswürdigkeiten
Als Baudenkmale sind ausgewiesen (siehe Liste der Baudenkmale in Upahl#Waldeck):
- Büdnerei (an der B 105)
- Gedenksteine von 1559 und von 1897 (ebenfalls an der B 105)

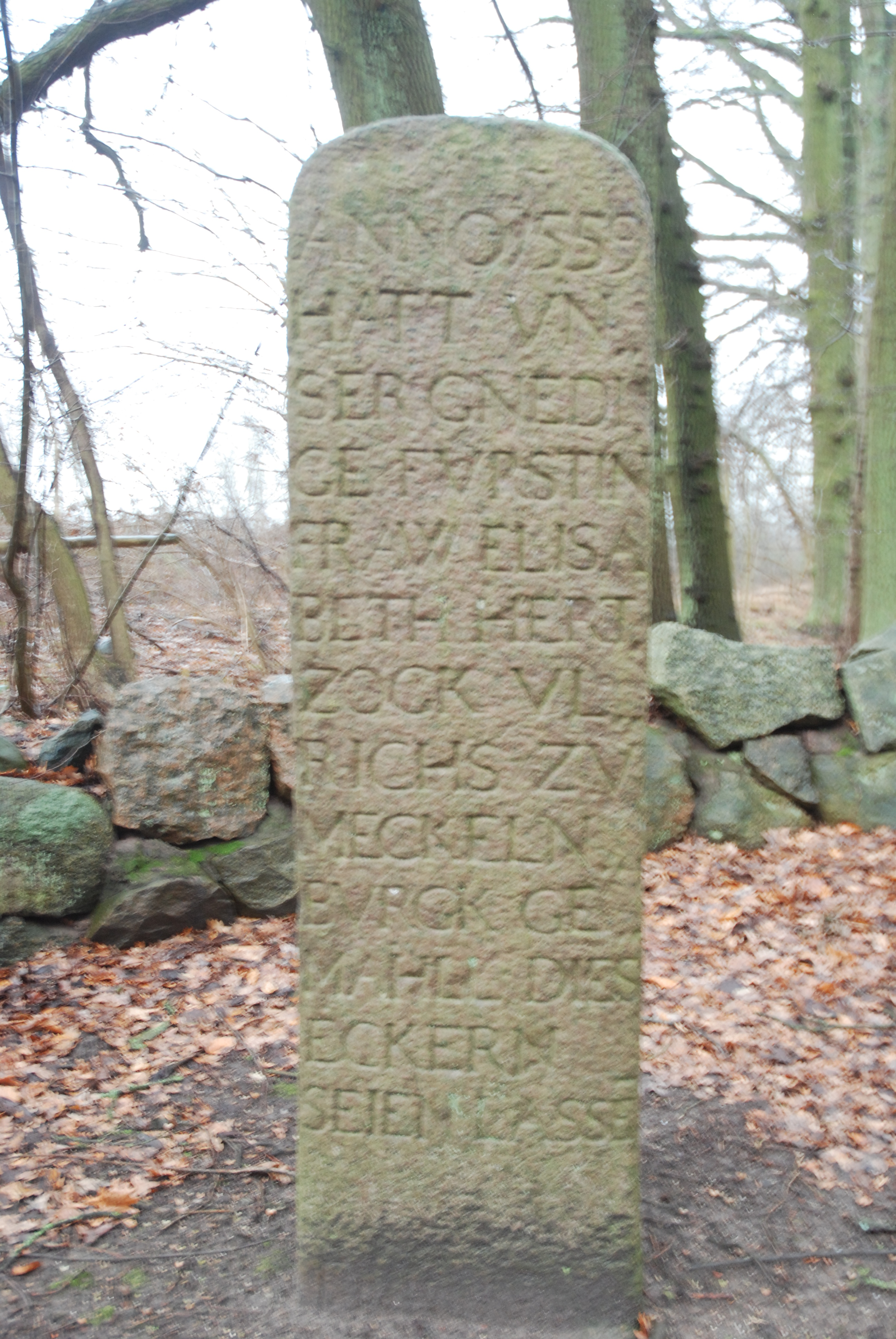
Gedenkstein von 1559
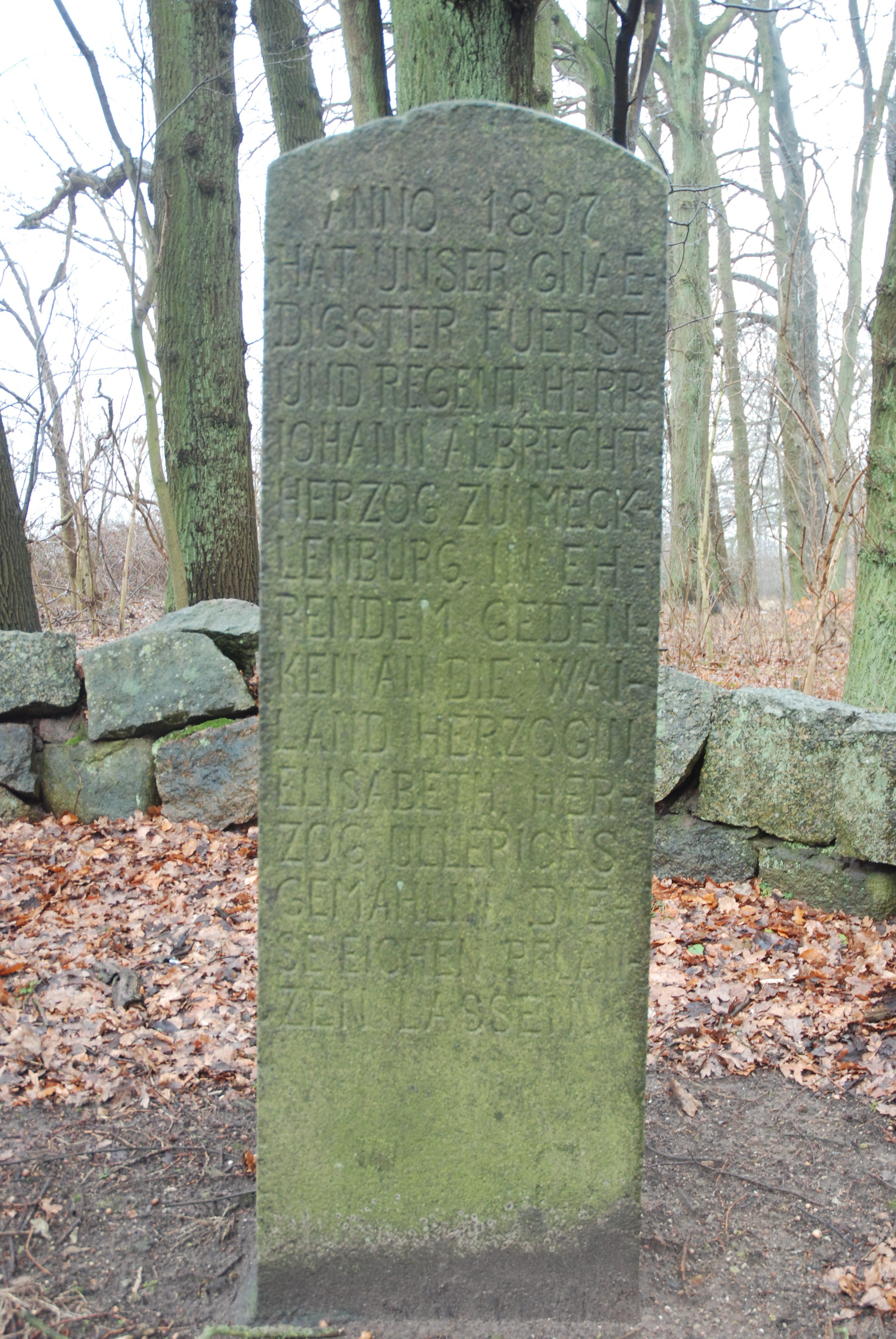
Gedenkstein von 1897